# FIFA 16
FIFA 16 é um jogo de simulação de futebol lançado pela EA Sports para Microsoft Windows, PlayStation 3, PlayStation 4, Xbox 360, Xbox One, Android e iOS no dia 22 de setembro de 2015, sendo o primeiro da série que inclui doze seleções nacionais do futebol feminino: Austrália, Brasil, Canadá, China, Inglaterra, França, Alemanha, Itália, México, Espanha, Suécia e Estados Unidos  .

## Capa oficial
Mais uma vez, o jogador argentino, Lionel Messi, é o principal astro dos encartes oficiais do jogo distribuído ao redor do mundo. Na versão global, Messi estampa a capa de maneira solitária, mas em versões regionais, ele tem a companhia de outros jogadores ou jogadoras que desempenham grande influência e representatividade em determinados territórios.
| Território                              | Atleta                  |
| --------------------------------------- | ----------------------- |
| América Latina (exceto Brasil e México) | Juan Cuadrado           |
| Austrália                               | Tim Cahill Steph Catley |
| Brasil                                  | Oscar                   |
| Canadá                                  | Christine Sinclair      |
| França                                  | Antoine Griezmann       |
| Irlanda e Reino Unido                   | Jordan Henderson        |
| Japão                                   | Shinji Kagawa           |
| México                                  | Marco Fabián            |
| Polônia                                 | Arkadiusz Milik         |
| Estados Unidos                          | Alex Morgan             |

## Ligas oficiais
No dia 11 de Setembro de 2015, a EA Sports anunciou que as equipes e respectivos jogadores do Brasileirão estarão de volta, completamente licenciados (exceto Corinthians, Flamengo, Goiás e Sport, que assinaram um acordo de exclusividade com a Konami para aparecer em Pro Evolution Soccer 2016). No entanto, os times brasileiros aparecem no bloco "Resto do Mundo" ao invés de possuírem sua própria liga, e na última atualização do jogo, em setembro de 2016, todos os atletas que atuavam no Brasil foram substituídos por jogadores fictícios.
| - Austrália - A-League - Arábia Saudita - Saudi Professional League - Coreia do Sul - K League Classic - Alemanha - Bundesliga - 2. Bundesliga - Áustria - Austrian Bundesliga - Bélgica - Belgian Pro League - Dinamarca - Superligaen - Escócia - Scottish Premiership - Espanha - La Liga - Segunda División - França - Ligue 1 - Ligue 2 | - Holanda - Eredivisie - Inglaterra - Premier League - Football League Championship - Football League One - Football League Two - Irlanda - League of Ireland - Itália - Série A TIM - Série B* - Noruega - Tippeligaen - Polônia - Ekstraklasa - Portugal - Primeira Liga - Rússia - Russian Premier League - Suécia - Allsvenskan - Suíça - Swiss Super League - Turquia - Süper Lig | - Estados Unidos - Major League Soccer - México - Liga Bancomer MX - Argentina - Primeira División de Argentina - Chile - Campeonato Nacional Scotiabank - Colômbia - Categoría Primera A |

#### Equipes do resto do mundo
- Kaizer Chiefs
- Orlando Pirates
- Atlético Mineiro
- Atlético Paranaense
- Avaí
- Chapecoense
- Coritiba
- Cruzeiro
- Figueirense
- Fluminense
- Grêmio
- Internacional
- Joinville
- Palmeiras
- Ponte Preta
- Santos
- São Paulo**
- Vasco
- Olympiacos
- Panathinaikos
- PAOK
- Shakhtar Donetsk

- Legenda:
  - * Liga com nomes verdadeiros dos jogadores, mas com escudos e uniformes genéricos.
  - ** Conta com todos os jogadores licenciados, com exceção de Rogério Ceni, que não aceitou ceder direitos de imagem.

#### Seleções masculinas
| - África do Sul - Alemanha - Argentina - Austrália - Áustria - Bélgica - Bolívia - Brasil - Bulgária - Camarões - Canadá - Chile - China - Colômbia - Costa do Marfim - Dinamarca | - Equador - Egito - Escócia - Eslovênia - Espanha - Estados Unidos - Finlândia - França - Grécia - Hungria - Índia - Inglaterra - Irlanda - Irlanda do Norte - Itália - México | - Noruega - Nova Zelândia - País de Gales - Países Baixos - Paraguai - Peru - Polónia - Portugal - Tchéquia - Romênia - Rússia - Suécia - Suíça - Turquia - Uruguai - Venezuela |

#### Seleções femininas
| - Alemanha - Austrália - Brasil - Canadá - China - Espanha - Estados Unidos - França - Inglaterra - Itália - México - Suécia |

## Estádios
No dia 3 de agosto de 2015 a EA anunciou todos os estádios do jogo e trouxe 9 novos estádios. São 50 licenciados e 28 genéricos.
Os estádios em destaque são novos no jogo.
- Alemanha
  - Allianz Arena (Bayern Munich & 1860 Munich)
  - Borussia-Park (Borussia Mönchengladbach)
  - Olympiastadion (Hertha Berlin & Alemanha)
  - Signal Iduna Park (Borussia Dortmund)
  - Veltins-Arena (Schalke 04)
  - Volksparkstadion (Hamburgo)

- Arábia Saudita
  - King Abdullah Sports City (Al-Ittihad e Al-Ahli)
  - King Fahd Stadium (Al-Hilal, Al-Shabab, Al-Nassr e Arábia Saudita)

- Argentina
  - El Monumental (River Plate)
  - La Bombonera (Boca Juniors)

- Canadá
  - BC Place (Vancouver Whitecaps)

- Espanha
  - Camp Nou (Barcelona)
  - Mestalla (Valencia)
  - Santiago Bernabéu (Real Madrid & Espanha)
  - Vicente Calderón (Atlético Madrid)

- Estados Unidos
  - CenturyLink Field (Seattle Sounders)

- França
  - Parc des Princes (PSG e França)
  - Stade de Gerland (Olympique Lyonnais)
  - Stade Vélodrome (Olympique de Marseille)

- Inglaterra
  - Anfield (Liverpool)
  - Boleyn Ground (West Ham United)
  - Britannia Stadium (Stoke City)
  - Carrow Road (Norwich City)
  - Emirates Stadium (Arsenal)
  - Etihad Stadium (Manchester City)
  - Goodison Park (Everton)
  - King Power Stadium (Leicester City)
  - Old Trafford (Manchester United)
  - Selhurst Park (Crystal Palace)
  - St. James' Park (Newcastle United)
  - St. Mary's Stadium (Southampton)
  - Stadium of Light (Sunderland)
  - Stamford Bridge (Chelsea)
  - The Hawthorns (West Bromwich Albion)
  - Vicarage Road (Watford)
  - Villa Park (Aston Villa)
  - Vitality Stadium (Bournemouth)
  - White Hart Lane (Tottenham Hotspur)
  - Loftus Road (Queens Park Rangers)
  - The KC Stadium (Hull City)
  - Turf Moor (Burnley)
  - Fratton Park (Portsmouth)
  - Wembley Stadium (Inglaterra)

- Itália
  - Juventus Stadium (Juventus)
  - San Siro (AC Milan e Internazionale)
  - Stadio Olimpico (AS Roma, Lazio e Itália)

- México
  - Estadio Azteca (América & México)

- Países Baixos
  - Amsterdam ArenA (Ajax & Países Baixos)

- País de Gales
  - Liberty Stadium (Swansea City)

- Ucrânia
  - Donbass Arena (Shakhtar Donetsk)

### Estádios fictícios
- Al Jayeed Stadium
- Aloha Park
- Arena del Centenario
- Arena d'Oro
- Court Lane
- Crown Lane
- Eastpoint Arena
- El Grandioso
- El Libertador
- Estadio de las Artes
- Estadio El Medio
- Estadio Presidente G.Lopes
- Euro Park
- Forest Park Stadium
- Ivy Lane
- Molton Road
- O Dromo
- Sanderson Park
- Stade Municipal
- Stadio Classico
- Stadion 23. Maj
- Stadion Europa
- Stadion Hanguk
- Stadion Neder
- Stadion Olympik
- Town Park
- Union Park Stadium
- Waldstadion

## Trilha Sonora
| - All Tvvins - "Darkest Ocean" - April Towers - "A Little Bit of Fear" - Atlas Genius - "Stockholm" - AURORA - "Conqueror" - BaianaSystem - "Playsom" - Baio - "Sister of Pearl" - BANNERS - "Shine a Light" - Bastille - "Hangin'" - Beck - "Dreams" - Bomba Estéreo - "Soy Yo" - BØRNS - "Fool" - Coasts - "Tonight" - Disclosure feat. Sam Smith - "Omen" - Durante feat. Chuck Ellis - "Slow Burn" - Everything Everything - "Distant Past" - Foals - "Mountain at My Gates" - Gin Wigmore - "New Rush" - Icona Pop - "Emergency" - Jax Jones - "Yeah Yeah Yeah" - John Newman ft. Charlie Wilson - "Tiring Game" - Kaleo - "Way Down We Go" | - Kygo - "ID" - Louis the Child feat. K. Flay - "It's Strange" - Miami Horror - "All It Ever Was" - No Wyld - "Let Me Know" - Nothing But Thieves - "Trip Switch" - Of Monsters and Men - "Crystals" - Parade of Lights - "Feeling Electric" - RAC ft. Nate Henricks - "Back of the Car" - Raury - "Crystal Express" - Seinabo Sey - "Pretend" - Skylar Grey feat. X Ambassadors - "Cannonball" - Slaptop - "Walls" - Speelburg - "Lay It Right" - Swim Deep - "One Great Song and I Could Change the World" - The Royal Concept - "Smile" - The Very Best feat. Jutty Taylor - "Makes a King" - Tiggs da Author - "Run" - Unknown Mortal Orchestra - "Can't Keep Checking My Phone" - X-Wife - "Movin' Up" - Years & Years - "Gold (FIFA Edit)" - Zibra - "Goodbye Mondays" |

## Narradores e comentaristas
Para a audiência global do jogo, a EA disponibiliza opções de comentários específicas em determinadas regiões. Esta é a lista das opções que os usuários têm à disposição:
| Idioma                    | Narrador           | Comentarista         | Canal                  |
| ------------------------- | ------------------ | -------------------- | ---------------------- |
| Alemão                    | Frank Buschmann    | Manni Breuckmann     |                        |
| Árabe                     | Issam Chawali      | Abdullah Al Harbi    |                        |
| Espanhol (América latina) | Fernando Palomo    | Mario Kempes         | ESPN                   |
| Espanhol (Espanha)        | Manolo Lama        | Paco González        | Mediaset España        |
| Francês                   | Hervé Mathoux      | Franck Sauzée        | Canal+                 |
| Holandês                  | Evert ten Napel    | Youri Mulder         |                        |
| Húngaro                   | Richárd Faragó     | István B. Hajdu      | Eurosport              |
| Inglês                    | Martin Tyler       | Alan Smith           | Sky Sports             |
| Italiano                  | Pierluigi Pardo    | Stefano Nava         | Sky Italia             |
| Japonês                   | Akihiko Nishioka   | Takumi Horiike       | J Sports/Sky PerfecTV! |
| Polonês                   | Dariusz Szpakowski | Jacek Laskowski novo | TVP                    |
| Português brasileiro      | Tiago Leifert      | Caio Ribeiro         | Globo                  |
| Português lusitano        | Hélder Conduto     | David Carvalho       |                        |
| Russo                     | Yuri Rozanov       | Vasiliy Soloviev     | Match TV               |
| Checo                     | Jaromír Bosák      | Petr Svěcený         | Česka Televize         |